# МКС-63
МКС-63 — шістдесят третій довготривалий екіпаж Міжнародної космічної станції. Його робота розпочалась 17 квітня 2020 з моменту відстиковки від станції корабля Союз МС-15. Експедиція складалася з трьох етапів: на борту МКС працювали екіпажі кораблів Союз МС-16, учасники першого пілотованого польоту компанії SpaceX SpaceX DM-2 та Союз МС-17. Експедиція завершилась 21 жовтня 2020 з моменту відстиковки від МКС корабля Союз МС-16.

## Екіпаж
Експедиція складається з трьох етапів та екіпаж нараховував від трьох до 6 людей. Протягом 17 квітня — 28 травня на борту МКС троє космонавтів (екіпаж Союз МС-16), які спочатку працювали у складі експедиції-62. 31 травня до станції пристикувався корабель SpaceX DM-2 із двома космонавтами, які працювали на борту до 1 серпня. 14 жовтня до МКС на кораблі Союз МС-17 прибуло троє космонавтів.
| Командир     | Кристофер Кессіді, НАСА Третій політ      | Кристофер Кессіді, НАСА Третій політ      | Кристофер Кессіді, НАСА Третій політ      | Кристофер Кессіді, НАСА Третій політ         |                                              |                                              |
| Бортінженер1 | Анатолій Іванишин, Роскосмос Третій політ | Анатолій Іванишин, Роскосмос Третій політ | Анатолій Іванишин, Роскосмос Третій політ | Анатолій Іванишин, Роскосмос Третій політ    |                                              |                                              |
| Бортінженер2 | Іван Вагнер, Роскосмос Перший політ       | Іван Вагнер, Роскосмос Перший політ       | Іван Вагнер, Роскосмос Перший політ       | Іван Вагнер, Роскосмос Перший політ          |                                              |                                              |
| Бортінженер3 |                                           | Дуглас Герлі, НАСА Третій політ           |                                           | Сергій Рижиков, Роскосмос Другий політ       | Сергій Рижиков, Роскосмос Другий політ       | Сергій Рижиков, Роскосмос Другий політ       |
| Бортінженер4 |                                           | Роберт Бенкен, НАСА Третій політ          |                                           | Сергій Кудь-Свєрчков, Роскосмос Перший політ | Сергій Кудь-Свєрчков, Роскосмос Перший політ | Сергій Кудь-Свєрчков, Роскосмос Перший політ |
| Бортінженер5 |                                           |                                           |                                           | Кетлін Рубінс, НАСА Другий політ             | Кетлін Рубінс, НАСА Другий політ             | Кетлін Рубінс, НАСА Другий політ             |

## Етапи місії

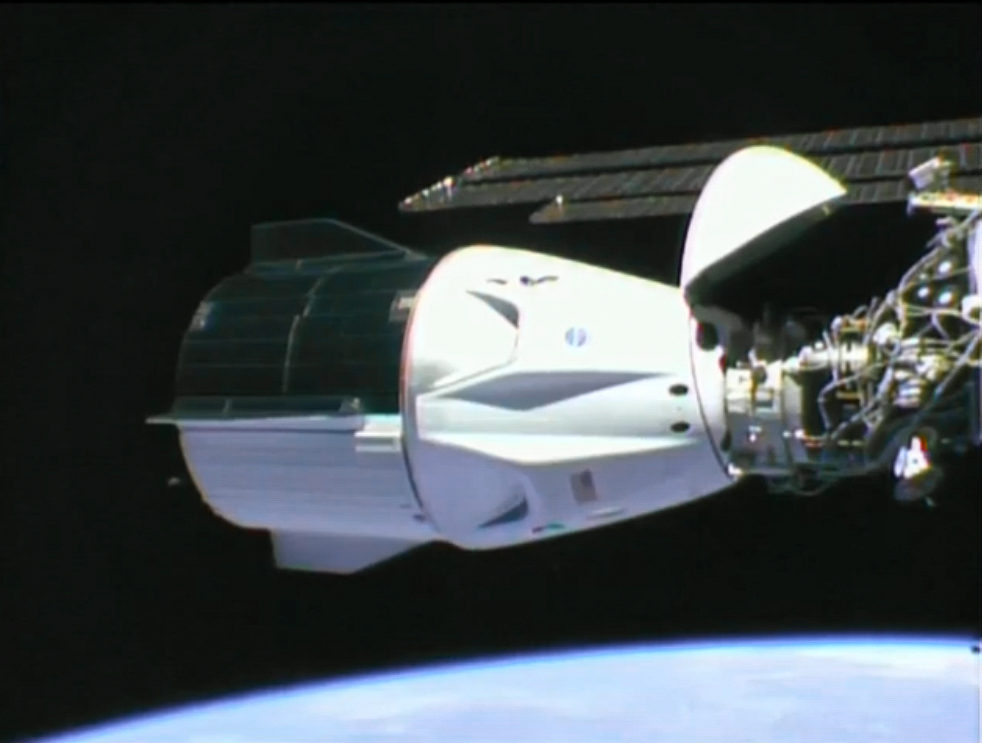
Історичний момент - стикування SpaceX DM-2 із МКС, 31.05.2020

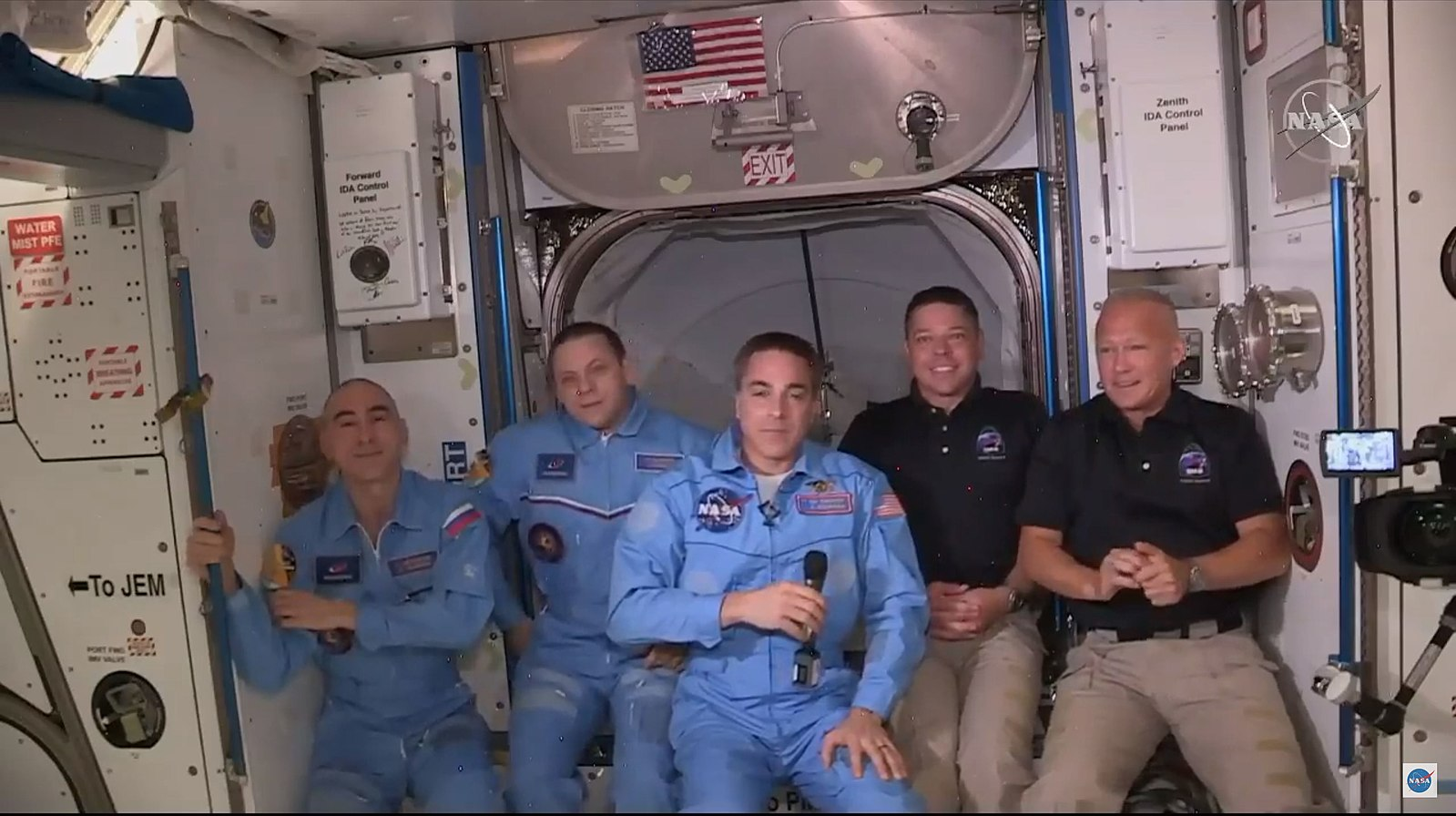
Екіпаж «Союз МС-16» та «Crew Dragon», 31.05.2020

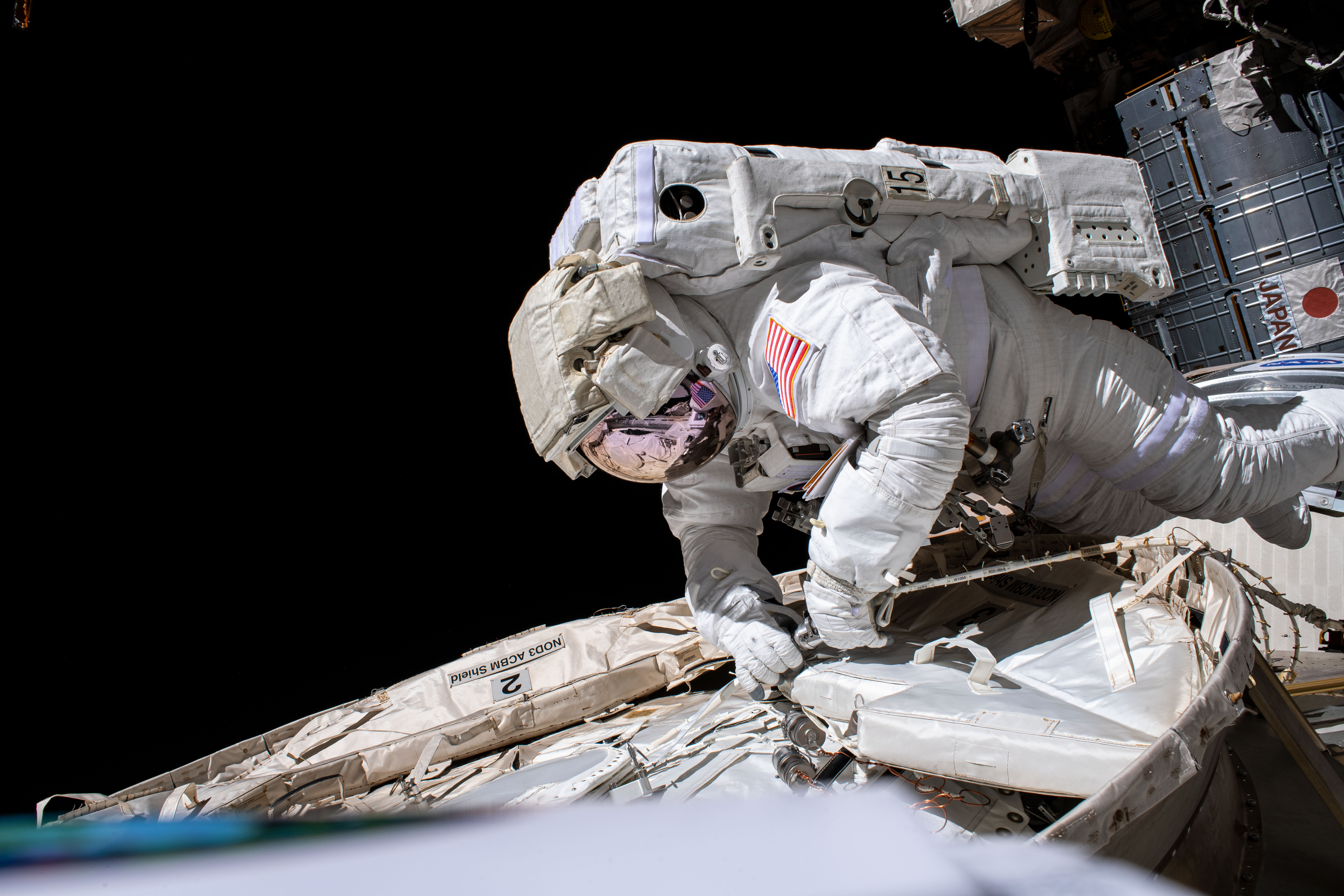
Крістофер Кессіді під час роботи у відкритому космосі. 21.07.2020

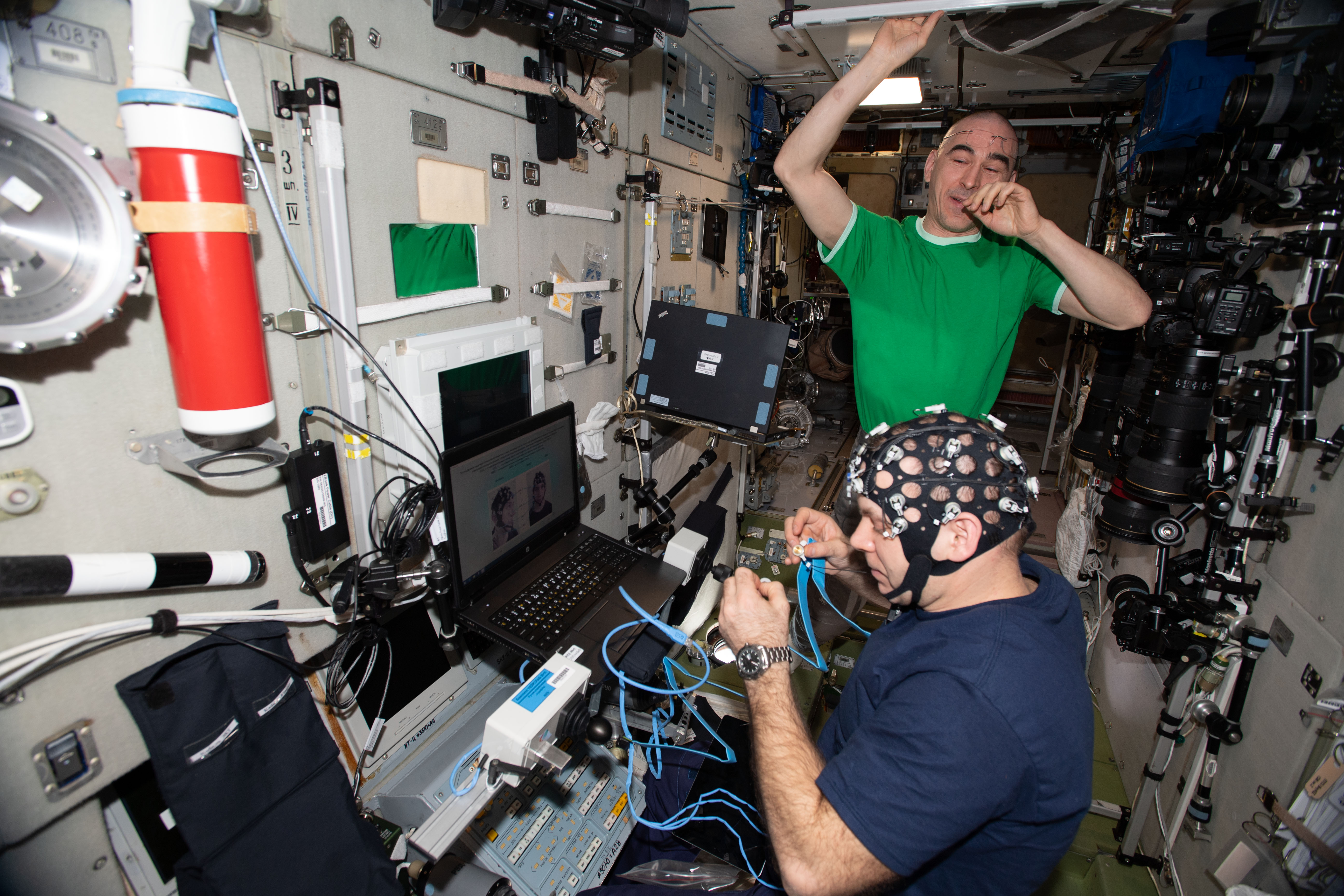
Іван Вагнер та Анатолій Іванишин під час проведення експериментів. 20.05.2020

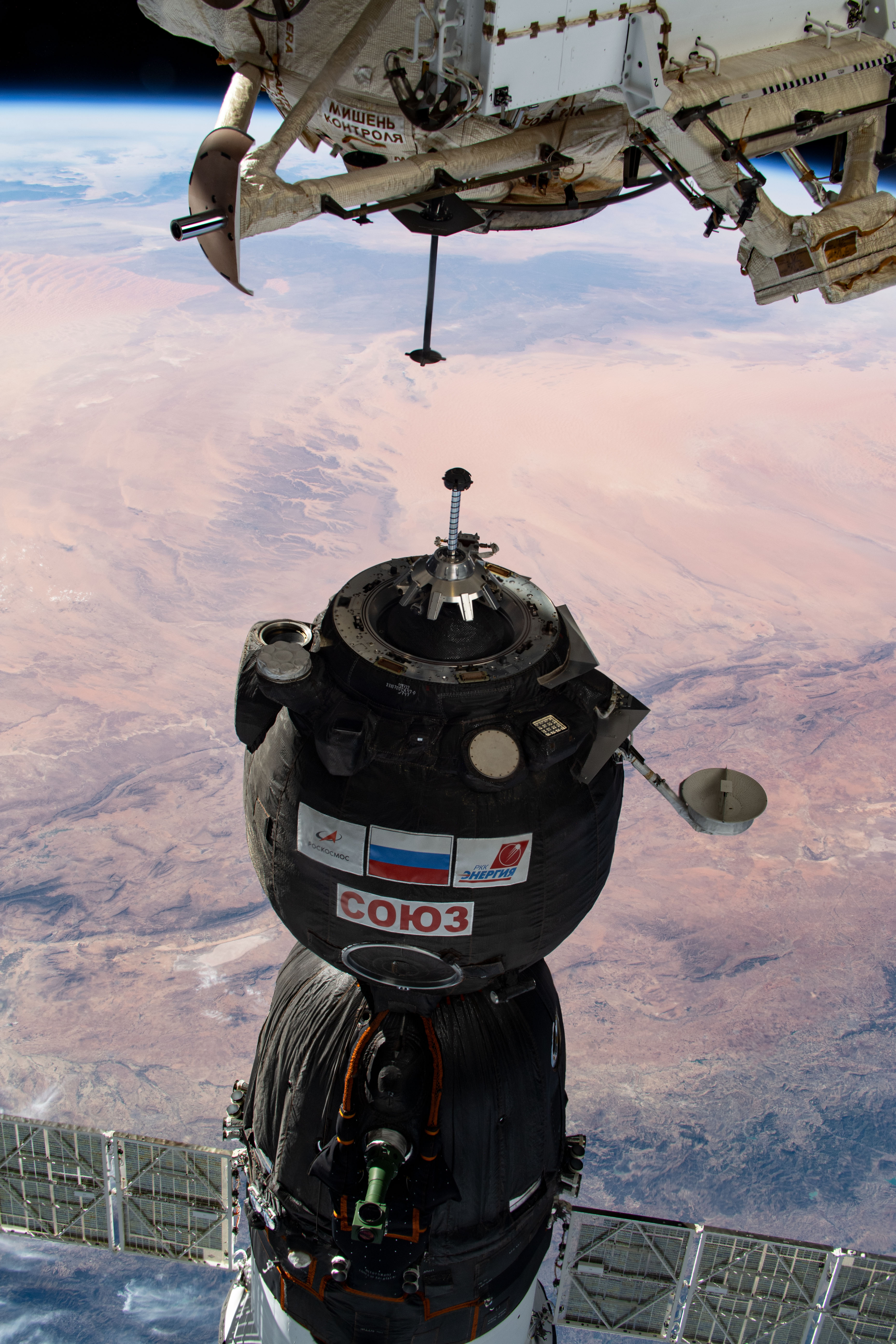
Момент стикування «Союз МС-17» із МКС. 14.10.2020

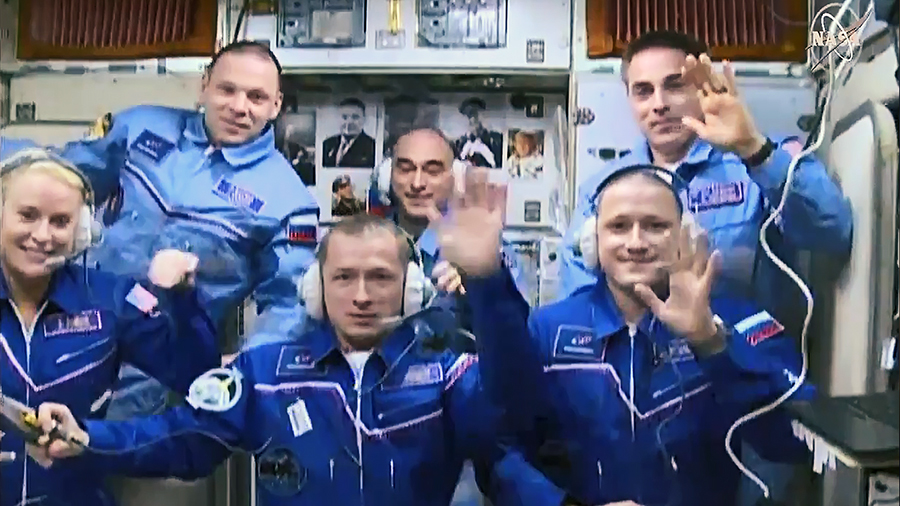
Зустріч екіпажів «Союз МС-16» та «Союз МС-17». 14.10.2020

17 квітня о 01:53 (UTC) від МКС відстикувався корабель Союз МС-15 із трьома космонавтами на борту (Олег Скрипочка, Джессіка Меїр та Ендрю Морган). З цього моменту розпочалася робота 63-ї експедиції у складі трьох космонавтів.
25 квітня до модуля «Звєзда» станції пристикувався вантажний корабель Прогрес МС-14. Він доставив понад 2,5 тонни вантажу — різноманітне обладання, продукти харчування та речі для екіпажу, паливо, гази, воду тощо.
25 травня японський вантажний корабель H-II Transfer Vehicle місії HTV-9 за допомогою крану Канадарм2 було пристиковано до станції. Він стартував 20 травня та доставив до МКС близько 4 тонн вантажу, серед якого переважно наукове обладнання.
31 травня о 14:16 (UTC) до модуля Гармоні станції пристикувався корабель SpaceX DM-2 компанії SpaceX із двома космонавтами на борту (Дуглас Герлі та Роберт Бенкен). Корабель було запущено напередодні. Це був перший запуск пілотованої місії компанії SpaceX, перший в історії запуск у космос космонавтів приватною компанією та перший з 2011 року запуск космонавтів з території США. Таким чином, у складі 63-ї експедиції стало п'ятеро космонавтів..
26 червня космонавти НАСА Кріс Кессіді и Роберт Бенкен здійснили вихід у відкритий космос. Протягом 6 год. 7 хв. вони продовжили роботи щодо модернізації енергосистеми МКС. Було демонтовано 5 застрілих нікель-водневих акумуляторів та замість них встановлено два нових, літій-іонних.
1 липня Кріс Кессіді и Роберт Бенкен здійснили вихід у відкритий космос тривалістю 6 год. 1 хв. Було від'єднано 6 останніх нікель-водневих акумуляторів та підключено 3 літій-іонних. На цьому завершено роботи щодо модернізації акумуляторних батарей станції, розпочаті у 2019 році.
8 липня о 18:22 (UTC) вантажний корабель Прогрес МС-13, заповнений сміттям, відстикувався від станції та невдовзі згорів у щільних шарах атмосфери.
16 липня Кріс Кессіді и Роберт Бенкен здійснили вихід у відкритий космос тривалістю 6 год., під час яких продовжено роботи щодо заміни старих акумуляторних батарей на нові.
21 липня Кріс Кессіді и Роберт Бенкен здійснили вихід у відкритий космос тривалістю 5 год. 29 хв. Космонавти встановили на корпусі станції платформу RiTS (Robot Tool Stowage), де будуть зберігатись дві роботизовані системи RELL, а також виконали інші роботи.
23 липня вантажний корабель Прогрес МС-15 пристикувався до станції. Він доставив понад 2,5 тонн вантажу до МКС.
29 липня здіснено корекцію орбіти МКС. Для цього на 336 секунд було включено двигуни корабля Прогрес МС-14, пристикованого до станції. Дану операцію здійснено з метою формування балістичних умов перед запуском корабля Союз МС-17.
1 серпня о 23:35 (UTC) від станції відстикувався корабель SpaceX DM-2 із двома космонавтами (Роберт Бенкен і Дуглас Герлі). На МКС залишилось працювати 3 космонавтів. SpaceX DM-2 через 19 годин успішно опустився на воду в Мексиканській затоці.
18 серпня о 07.07 (UTC) японський вантажний корабель H-II Transfer Vehicle місії HTV-9, який пробув на МКС майже 3 місяці, за допомогою крану Канадарм2 від'єднали від модуля Гармоні. Корабель був заповнений сміттям перед відправкою; невдовзі він повинен зійти з орбіти та згоріти у щільних шарах атмосфери.
21 серпня на станції зафіксовано незначний витік атмосери. Наступного дня для дослідження місця витоку усі троє космонавтів ізолювались в одному модулі корабля. 25 серпня підтверджено герметичність усіх модулів станції, космонавти відкрили всі люки та продовжили роботу у штатному режимі.
10 вересня здіснено планову корекцію орбіти МКС. Для цього на 225 секунд було включено двигуни корабля Прогрес МС-14, пристикованого до станції. Дану операцію здійснено з метою формування балістичних умов перед запуском корабля Союз МС-17.
22 вересня МКС здійснила маневр, щоб ухилитися від зіткнення з космічним сміттям, яке повинно було пролетіти в межах декількох кілометрів від станції. Маневр ухилення відбувався з використанням корабля «Прогрес», який у даний час пристикований до модулю «Звєзда». Екіпаж МКС на цей період для безпеки перебрався в корабель «Союз».
5 жовтня вантажний корабель Cygnus місії NG-14 за допомогою крану Канадарм2 о 12:01 (UTC) було пристиковано до станції. Він стартував 3 жовтня та доставив до МКС 3,551 тонн вантажу, серед якого провізія та речі для екіпажу, матеріали для наукових досліджень, устаткування для станції та виходу у відкритий космос, комп'ютери та комплектуючі, кубсати.
14 жовтня до станції прибув корабель Союз МС-17 із трьома космонавтами на борту (Сергій Рижиков, Сергій Кудь-Свєрчков та Кетлін Рубінс). Корабель стартував того ж дня, стикування відбулось о 08:48 (UTC), через 3 год. 3 хв. польоту. На борту МКС стало 6 членів екіпажу. Кораблем також було доставлено 173 кг корисного навантаження.
21 жовтня о 23:32:00 (UTC) корабель Союз МС-16 із трьома космонавтами на борту (Анатолій Іванишин, Іван Вагнер та Крістофер Кесіді) відстикувався від станції та за декілька годин успішно приземлився та території Казахстану. На цьому завершилась 63-тя експедиція МКС. Екіпаж корабля Союз МС-17 продовжив роботу у сладі 64-ї експедиції.